# Seszele na Letnich Igrzyskach Olimpijskich 1980
Seszele na Letnich Igrzyskach Olimpijskich 1980, które odbyły się w Moskwie, reprezentowało 12 zawodników (w tym dwie kobiety) w dwóch dyscyplinach sportu – w boksie i lekkoatletyce. Najlepszy wynik spośród seszelskich sportowców zanotował bokser Michael Pillay, który odpadł w 1/8 finału w turnieju wagi półśredniej.
Był to debiut reprezentacji Seszeli na letnich igrzyskach olimpijskich.

## Skład kadry

### Boks
Mężczyźni
- Ramy Zialor – waga piórkowa, odpadł w 1/16 turnieju
- Michael Pillay – waga półśrednia, odpadł w 1/8 finału

### Lekkoatletyka
Mężczyźni
- Marc Larose

100 metrów – odpadł w eliminacjach
- Casimir Pereira

200 metrów – odpadł w eliminacjach
- Régis Tranquille

400 metrów – odpadł w eliminacjach
- Albert Marie

maraton – nie ukończył
3000 metrów z przeszkodami – odpadł w eliminacjach
- Antonio Gopal

110 metrów przez płotki – odpadł w eliminacjach
- Marc Larose, Régis Tranquille, Casimir Pereira, Vincent Confait

sztafeta 4 × 100 metrów – odpadli w eliminacjach
sztafeta 4 × 400 metrów – odpadli w eliminacjach
- Arthure Agathine

trójskok – 20. miejsce (w kwalifikacjach)
Kobiety
- Bessey de Létourdie

100 metrów – odpadła w eliminacjach
200 metrów – odpadła w eliminacjach
- Margaret Morel

800 metrów – odpadła w eliminacjach
1500 metrów – odpadła w eliminacjach